# یرسم (یمن)
 یرسم  نام روستایی است در شمال شرقی شهر صنعاء از توابع استان صَنعاء در کشور یمن در شبه جزیره عربستان است. 
جمعیت آن ۱۵۹ نفر (۷ خانوار) می‌باشد.
این مکان مسکن أصلی قبیلهٔ (یرسم السبائیة) بوده‌است، بنا بر این نامش یرسم گذاشته أند. 